# Simon-Schwaiger-Schanze
Die Simon-Schwaiger-Schanze liegt am Lauchsee außerhalb von Fieberbrunn und besteht aus mehreren Skisprungschanzen. Zur Anlage gehören drei kleinere Schanzen der Kategorie K 10, K 15, K 25, eine mittlere Schanze der Kategorie K 50. Die Schanzen sind nicht mit Matten belegt. Sie ist die Hausschanze des ehemaligen Spitzenspringers Andreas Widhölzl.

## Geschichte
In den 1940er Jahren entstand die erste Schanze. Damals waren Sprünge bis zu 50 Meter möglich. Im Jahre 1979 wurde die Silberbergschanze gebaut. In den Jahren 2001/02 baute man die Schanzenanlage um, dabei wurde eine neue Flutlichtanlage installiert und man baute eine neue K 15-Schanze. Nach dem Umbau wurde sie in die Simon-Schwaiger-Schanze umbenannt.